# Паоло Сорентино
„Паоло Сорентино“ (итал. Paolo Sorrentino; Напуљ, 31. мај 1970) италијански је филмски редитељ, сценариста и књижевник. Прославио се као редитељ и сценариста стилизованих и визуелно упечатљивих филмова, међу којима се издвајају остварења Последице љубави (2004), Див (2008), Велика лепота (2013), Младост (2015) и телевизијска мини-серија Млади папа (2016). Сматра се једним од најзначајнијих савремених италијанских и европских редитеља, а његови филмови су награђени угледним наградама: Оскаром, наградом Европске филмске академије, БАФТОМ и Златним Глобусом.
Сорентинова остварења се упоређују са филмовима класичних италијанских синеаста Федерика Фелинија и Микеланђела Антонионија, између осталог, зато што визуелно упечатљиво, комбинујући драму и комедију, истражује променљивост идентитета, како на личном плану главних протагониста, тако и на колективно-националном плану италијанске прошлости и будућности. Чести сарадници су му италијански глумац Тони Сервило и директор фотографије Лука Багаци. Написао је роман Сви су у праву и неколико збирки приповедака.

## Филмска каријера
Интересовање филмских критичара привукао је филмом Последице љубави (2004), а затим и остварењем Див (2008), филмом о каријери контроверзног италијанског премијера Ђулија Андреотија. Након што је снимио своје прво остварење на енглеском језику Ово мора да је то место (2011), ексцентричну комедију са Шоном Пеном, Сорентино је снимио Велику лепоту (2013), његов до сада најнаграђиванији филм, у коме средовечни романописац медитира над животом и пролазношћу. Велика Лепота је награђена Оскаром, Златним глобусом и Бафтом за најбољи филм ван енглеског говорног подручја. Свој други филм на енглеском језику Младост снимио је 2015, у којем је окупио холивудске ветеране Мајкла Кејна. Џејн Фонду, и Харвија Кајтела. Сорентину је за овај филм припала награда за најбољег режисера Европске филмске академије.
Крајем 2016. почела је да се приказује мини-серија Млади папа у продукцији кабловских канала Ејч-Би-Оу, Канал + и Скај Атлантик, о животу измаштаног поглавара римокатоличке цркве, кога глуми Џуд Ло. Незванична друга сезона приказана је под именом Нови папа 2020. године.
Године 2018. приказан је његов филм Лоро у коме је приказан живот контроверзног италијанског премијера Силвија Берлусконија.

## Књижевна каријера
Објавио је роман Сви су у праву (Hanno tutti ragione) 2011. Књигу је у преводу Мирјане Огњановић, на српском језику објавио београдски издавач Booka 2016. године. Сорентинова збирка приповедака Тони Пагода и његови пријатељи објављена је у Италији 2012, а 2016. и Неважна лица.

## Филмографија
| Филмови |                            |               |                     |
| Година  | Српски назив               | Изворни назив | Напомене            |
| 2001.   |                            |               |                     |
| 2004.   | Последице љубави           |               |                     |
| 2004.   | Субота, недеља и понедељак |               | телевизијски филм   |
| 2006.   | Породични пријатељ         |               |                     |
| 2008.   | Див                        |               |                     |
| 2011.   | Ово мора да је то место    |               |                     |
| 2013.   | Велика лепота              |               |                     |
| 2014.   |                            |               | телевизијски филм   |
| 2015.   | Младост                    |               |                     |
| 2016.   | Млади папа                 |               | телевизијска серија |